# Dasythrix leucophaea
Dasythrix leucophaea là một loài ruồi trong họ Asilidae. Dasythrix leucophaea được Lynch & Arribálzaga miêu tả năm 1880.